# Comida reconfortante

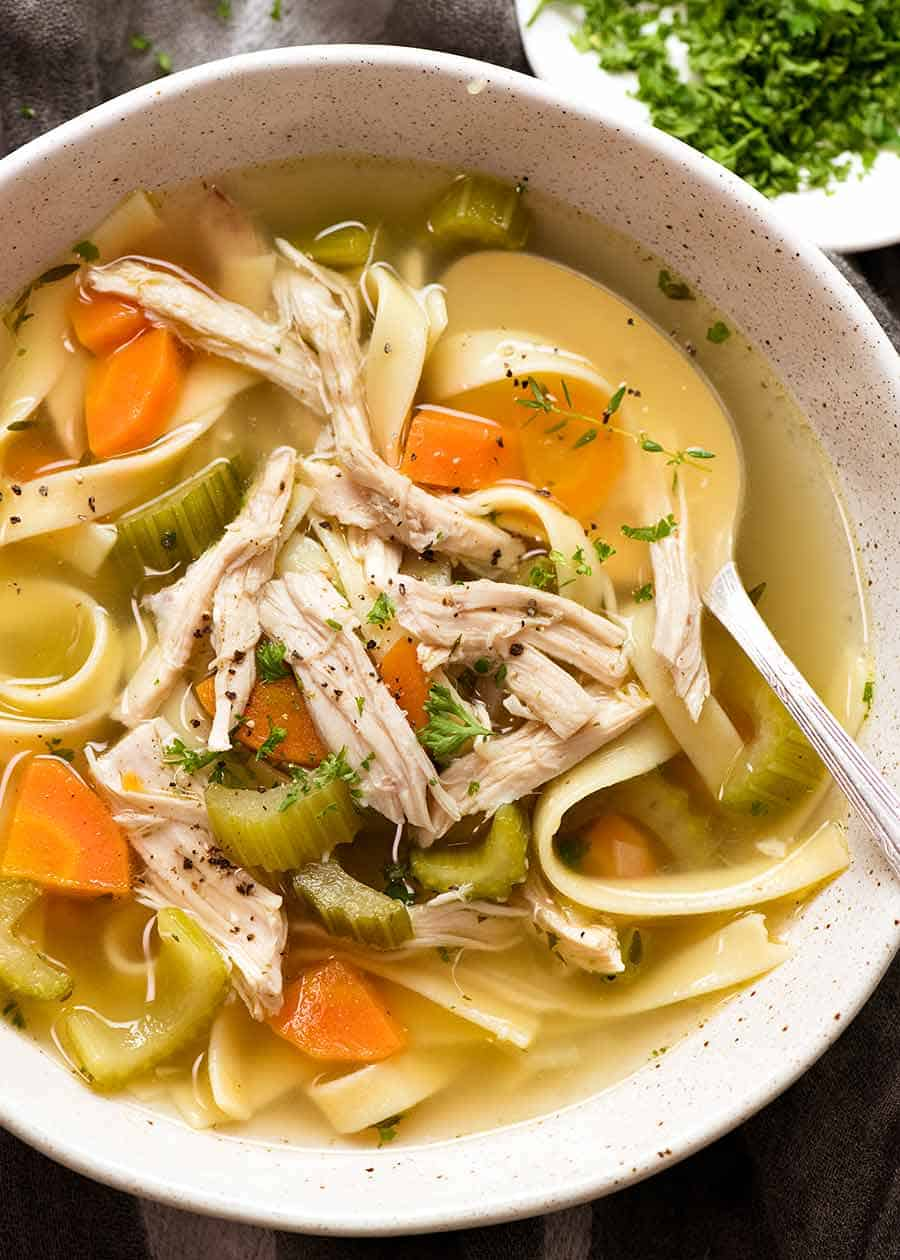
Sopa de pollo, un clásico alimento reconfortante común que se encuentra en varias culturas.

La comida reconfortante se refiere a aquella que evoca recuerdos nostálgicos o emocionales en una persona.Generalmente, se caracteriza por ser rica en calorías y suele estar vinculada a la infancia o a la cocina familiar.La sensación de nostalgia puede ser personal, reflejando experiencias individuales, o puede estar relacionada con tradiciones culturales más amplias.

## Definición e historia
El término «comida reconfortante» tiene sus orígenes al menos desde 1615, cuando al inicio del primer capítulo de la segunda parte de Don Quijote el cura y el barbero sugieren a la sobrina y a la nodriza del protagonista que le ofrezcan alimentos que sean "confortativos y apropiados para su corazón y su cerebro" Algunos estudiosos apuntan a 1966, cuando el Palm Beach Post la usó en un artículo que hablaba sobre cómo los adultos, ante el estrés emocional, tienden a buscar comidas que les recuerden la seguridad de su infancia, como el famoso huevo escalfado de su madre o una sopa de pollo.Además, la investigadora April White señala que Liza Minnelli podría haber sido la primera en emplear el término en su sentido actual durante una entrevista, al confesar su anhelo por una hamburguesa.
Cuando el término «comida reconfortante» apareció por primera vez, los medios lo mencionaban entre comillas. En la década de 1970, los platos más comunes en Estados Unidos incluían varias preparaciones a base de papas y sopa de pollo, aunque la interpretación del concepto variaba de una persona a otra. A lo largo de los años, la idea de lo que constituye comida reconfortante evolucionó en el país, pasando de opciones saladas a dulces. Esto coincidió con el auge de libros de cocina dedicados a este tipo de alimentos y la inclusión de platillos etiquetados como "comida reconfortante" en restaurantes, a pesar de que originalmente el término se refería a comidas consumidas en casa. Las tendencias dietéticas que surgieron en los años 90, como las dietas bajas en grasas y carbohidratos, no lograron suprimir el deseo de este tipo de alimentos. Según April White, la pandemia de COVID-19 en 2020 intensificó aún más el anhelo de comidas que evocan nostalgia y un sentido de pertenencia.

## Estudios psicológicos
El consumo de alimentos que son altos en calorías, grasas, sal o azúcar, como el helado y las papas fritas, puede activar el sistema de recompensa en el cerebro, generando una sensación de placer y una mejora temporal del estado emocional y la relajación.Además, ciertos ingredientes psicoactivos presentes en otros alimentos, como el café y el chocolate, también pueden inducir estos efectos.En situaciones de trastornos psicológicos, muchas personas recurren a la comida reconfortante como una forma de darse un gusto. Aquellos que experimentan emociones negativas tienden a optar por opciones poco saludables en busca de la gratificación instantánea que estas proporcionan, aunque sea por un breve período.
Un estudio clasificó las elecciones de alimentos reconfortantes entre estudiantes universitarios en cuatro categorías: alimentos nostálgicos, indulgentes, de conveniencia y físicos. Este análisis se centró en cómo las personas eligen intencionalmente ciertos alimentos para mejorar su estado de ánimo o afectar sus emociones. Además, se sugirió que el uso terapéutico de determinados alimentos podría estar relacionado con la capacidad de estos para influir en el estado de ánimo.
La identificación de ciertos alimentos como comida reconfortante puede ser muy personal, aunque se pueden observar tendencias generales. En un estudio sobre las preferencias de los estadounidenses, se encontró que los hombres tendían a preferir comidas reconfortantes más sustanciosas y cálidas, como bistec, guisos y sopas, mientras que las mujeres optaban más por snacks reconfortantes, como chocolate e helado. Además, los jóvenes mostraron una mayor inclinación hacia los alimentos de tipo snack en comparación con las personas mayores de 55 años. El estudio también destacó una relación significativa entre el consumo de estos alimentos y la sensación de culpa que a menudo acompaña a su ingesta.
El consumo de alimentos reconfortantes se interpreta como una reacción ante el estrés emocional, lo que lo convierte en un factor importante en la epidemia de obesidad en Estados Unidos.Este comportamiento puede desencadenar respuestas hormonales específicas que favorecen el aumento de grasa abdominal, lo que se considera una forma de automedicación.
Investigaciones recientes indican que, en los hombres, el consumo de comida reconfortante tiende a estar impulsado por emociones positivas, mientras que en las mujeres está más relacionado con emociones negativas.El impacto del estrés es especialmente notable entre las estudiantes universitarias, ya que solo el 33 % de ellas señala que opta por una alimentación saludable durante momentos de tensión emocional.Para las mujeres, estos patrones pueden resultar desadaptativos.
Una aplicación terapéutica de estos hallazgos es la provisión de alimentos reconfortantes o bebidas de "hora feliz" a pacientes geriátricos con anorexia, ya que esto puede ayudar a mejorar su salud y calidad de vida, que de otro modo se verían afectadas por una ingesta oral limitada.